# Извержение вулкана Мауна-Лоа (1984)
Извержение вулкана Мауна-Лоа в 1984 году — извержение вулкана Мауна-Лоа на острове Гавайи, продолжавшееся с 25 марта по 15 апреля 1984 года.
Извержение завершило 9-летний период покоя вулкана и продолжалось 22 дня, в течение которых лавовые потоки и фонтаны выходили из вершинной кальдеры и трещин вдоль северо-восточной и юго-западной рифтовых зон. Хотя лава угрожала городу Хило, поток остановился, не достигнув окраины города.
Следующее извержение вулкана началось в 2022 году.

## Предзнаменования
Повторные измерения деформации показали, что область вершины Мауна-Лоа начала раздуваться вскоре после кратковременного извержения на вершине 5-6 июля 1975 года. За этим последовал 3-летний период медленно нарастающей сейсмической активности под вулканом, который включал серию толчков на глубине от 4,8 до 4,5 км в середине сентября 1983 года. Толчки достигли максимальной частоты сразу после того, как 16 ноября 1983 года под юго-восточным склоном Мауна-Лоа, в системе разломов Каики, произошло землетрясение магнитудой 6,6. После землетрясения в Каики количество толчков силой более 1,5 баллов постепенно увеличивалось по мере приближения извержения.
Непосредственными предшественниками извержения 1984 года было резкое увеличение количества небольших землетрясений и вулканических толчков, зарегистрированных на сейсмических станциях, расположенных недалеко от кальдеры Мокуавеовео. В 22:55 24 марта начались небольшие землетрясения с частотой 2-3 в минуту. К 23:30 сейсмический фон усилился, что обозначило начало подземных толчков. Незадолго до 1:00 25 марта амплитуда толчков увеличилась до такой степени, что астрономические телескопы на Мауна-Кеа, в 25 км на северо-запад, не удалось стабилизировать из-за постоянной вибрации грунта.

## Извержение

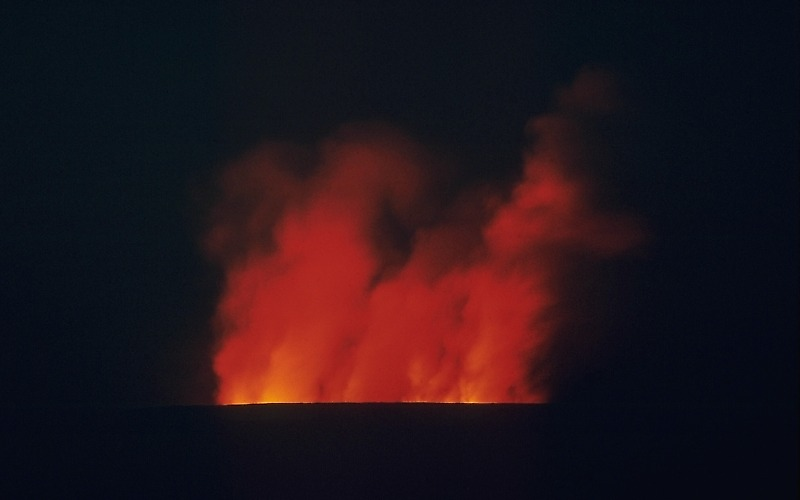
Ночной вид на извержение 1984 года.

В 1:25 военный спутник зафиксировал сильный инфракрасный сигнал с вершины Мауна-Лоа, указывающий на то, что извержение началось. Всего через несколько минут жители со всего острова Гавайи сообщили об интенсивном красном свечении над вулканом. Эруптивные трещины быстро мигрировали вниз по юго-западной рифтовой зоне до 3890 м над уровнем моря и через южную половину Мокуавеовео (поток А на карте). К 4:00 лавовые фонтаны распространились через северо-восточную половину Мокуавеовео и в верховья северо-восточной рифтовой зоны (поток B на карте).
В 10:30 по трещине длиной около километра начались интенсивные выбросы пара. Намного дальше вниз по северо-восточной рифтовой зоне между 3260 и 3170 возвышение, но эруптивная трещина на этом участке не образовалась. К середине дня эруптивная активность начала снижаться в самых верхних жерлах между 3700 и 3780 м.
В 16:41 на отметке 2850 м открылась новая трещина. Она быстро мигрировала как вверх, так и вниз, так что к 18:30 образовалась линия лавовых фонтанов чуть длиннее 1,6 км. В конце концов система трещин объединилась в четыре центра активности с фонтанами высотой до 50 м. Четыре параллельных потока (потоки D на карте) двигались по северо-восточному флангу со скоростью от 91 до 213 м/ч. Все жерла, возвышающиеся над этими новыми, быстро стали неактивными, и эруптивная активность была ограничена этими жерлами в течение следующих трех недель. В конечном итоге в этой области вокруг активных жерл образовалось шесть крупных вентиляционных структур. К рассвету 26 марта эти жерла подпитывали быстро движущийся поток лавы аа (поток E на карте), который продвинулся 8,9 на северо-восток и три менее активных, более коротких потока (потоки D на карте), которые продвигались на восток в сторону тюрьмы Кулани. Тюрьма была приведена в состояние боевой готовности, потому что более короткие потоки лавы были на расстоянии всего 3,2 км до неё. Однако эти потоки остановились в течение 48 часов и так и не пересекли Powerline Road.

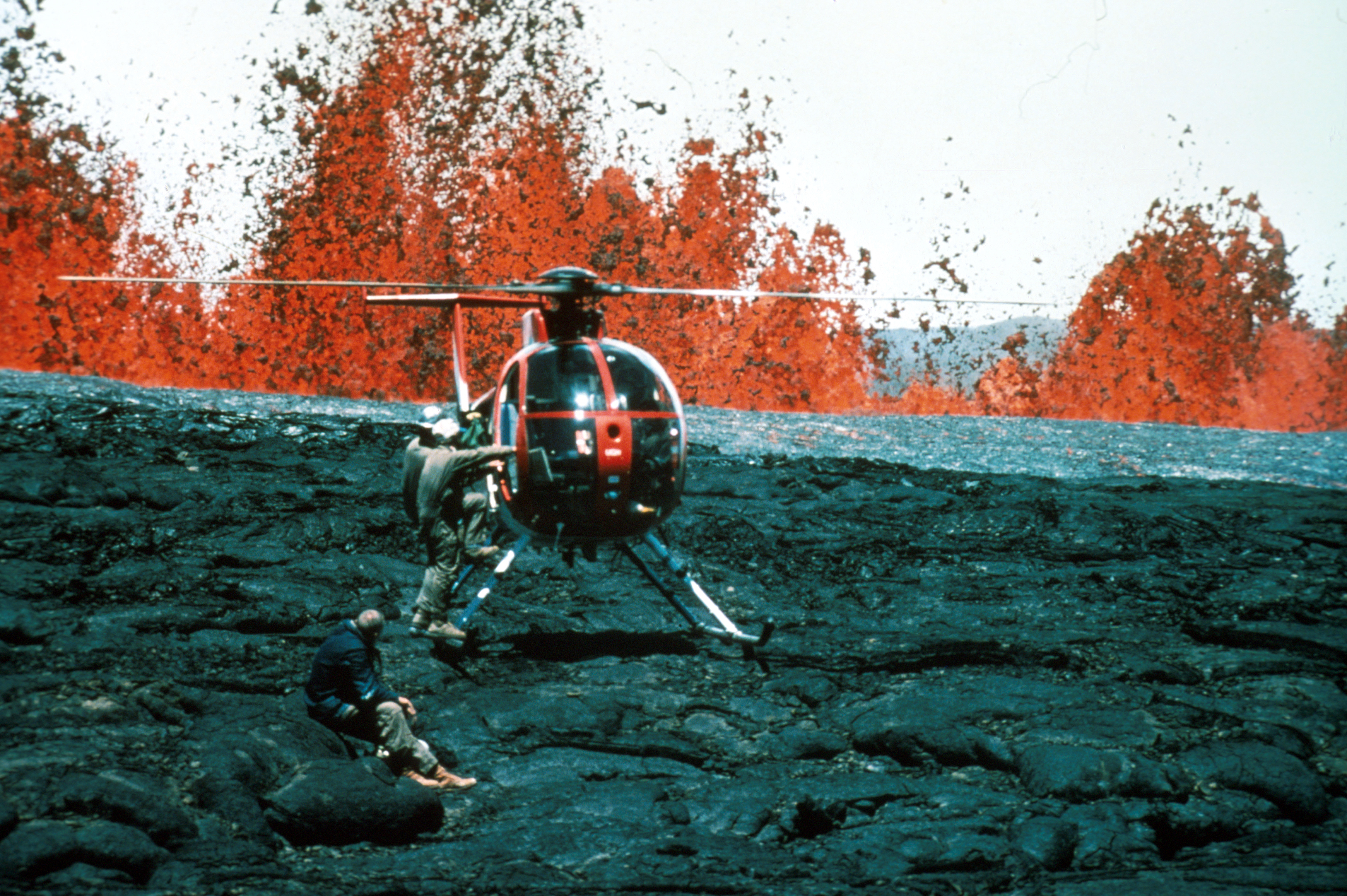
Геологи Гавайской вулканической обсерватории садятся в вертолёт на фоне извержения больших лавовых фонтанов во время извержения 1984 года. Вертолёты обеспечивали доступ к отдаленным районам извержения и были необходимы для обеспечения безопасности.

Скорость продвижения потока E уменьшалась по мере того, как он двигался вниз по склону, но к 29 марта поток переместился 25 км до высоты 910 м. В это время фронт течения составлял около 6,4 от окраины Хило. Дым от горящей растительности, громкие хлопки, вызванные газообразным метаном вдоль фронта наступающего потока, и интенсивное ночное свечение — все это вызывало растущую тревогу у жителей Хило.
Рано утром 29 марта дамба вдоль лавового канала прорвалась на отметке 1737 м на в 13 км вверх по склону от фронта потока (поток E на карте). Лава была отведена в новый субпараллельный поток (поток F на карте), а поток E застопорился, что временно разгрузило аварийно-спасательных служб и жителей Хило. Этот новый поток аа-лавы двигался со скоростью, сравнимой с более ранним потоком E, но не выходил за пределы потока E до 4 апреля.
Ещё один значительный прорыв дамбы произошёл 5 апреля, сформировав третий субпараллельный поток лавы аа (поток G на карте), который двигался вниз по склону. В то же время выход лавы в жерлах источника несколько уменьшился, а лава стала более вязкой, что привело к более частым закупоркам каналов и обрушениям дамб. Обрушения ограничили поступление лавы к фронтам потоков, которые неуклонно двигались все выше и дальше от окраин Хило. К 14 апреля ни один активный поток лавы аа не продвинулся из жерл более чем на 2 км, а 15 апреля извержение закончилось.